# Rossö
Rossö – miejscowość (tätort) w Szwecji, w regionie administracyjnym (län) Västra Götaland, w gminie Strömstad.
Według danych Szwedzkiego Urzędu Statystycznego liczba ludności wyniosła: 221 (31 grudnia 2018) i 220 (31 grudnia 2019).